# Valentyna Chevtchenko
Pour les articles homonymes, voir Chevtchenko.
Valentyna Semenivna Chevtchenko (en ukrainien : Валентина Семенівна Шевченко), née le 12 mars 1935 à Kryvyï Rih en RSS d'Ukraine et morte le 3 février 2020, est une femme politique soviétique puis ukrainienne.

## Biographie
Valentyna Chevtchenko est présidente du Præsidium du Soviet suprême de la RSS d'Ukraine entre 1984 et 1990.
À partir de septembre 1997, elle est présidente d'honneur du Fonds national de défense sociale des mères et des enfants « Ukraine-Enfants ».
Dans un sondage sociologique réalisé en 2004, elle fait partie des cinq plus importantes femmes d'Ukraine avec la princesse Olga, Lessia Oukraïnka, Ioulia Tymochenko et Yana Klochkova.